# Rasual Butler
Rasual Butler, född 23 maj 1979 i Philadelphia, Pennsylvania, död 31 januari 2018 i Los Angeles, Kalifornien, var en amerikansk basketspelare. Under sina fjorton år som basketspelare i NBA, spelade han i lagen Miami Heat, New Orleans Hornets, Los Angeles Clippers, Chicago Bulls, Toronto Raptors, Indiana Pacers, Washington Wizards och San Antonio Spurs. Han har även spelat basket på La Salle Universitys basketprogram.
Butler växte upp i området Point Breeze i Philadelphia.

## Död
På nyårsafton 2018 var Butler och hans flickvän Leah LaBelle, känd från bland annat American Idol, med om en bilolycka i stadsdelen Studio City i Los Angeles. De båda omkom då omedelbart. Butler hade då kört över två eller tre gånger över begränsad hastighet precis innan olyckan skedde. Enligt den efterföljande obduktionen hade han bland annat alkohol, metamfetamin, oxikodon och marijuana i kroppen.

## Lag
- Miami Heat (2002–2005)
- New Orleans Hornets (2005–2009)
- Los Angeles Clippers (2009–2011)
- Chicago Bulls (2011)
- Toronto Raptors (2011–2012)
- Tulsa 66ers (2012–2013)
- Indiana Pacers (2013–2014)
- Washington Wizards (2014–2015)
- San Antonio Spurs (2015–2016)